# Tandfierasfer
Tandfierasfer (Echiodon drummondii) en art av familjen nålfiskar.

## Utseende
Tandfierasfern är en smal långsträckt fisk som kan bli upp till 30 centimeter. Den saknar bukfenor, men rygg- stjärt- och analfenor är ihopväxta till en enda, lång fena som går runt större delen av kroppen. Kroppen är nästan genomskinlig med en blekviolett ton. Munnen är bred, med ett fåtal långa tänder. Anus mynnar mycket långt fram, strax bakom huvudet, under bröstfenorna.

## Vanor
Tandfierasfern lever på mellan 40 och 400 meters djup, gärna gömd inuti en sjögurka. Fisken lever på mindre kräftdjur och småfisk, som den fångar på natten då den lämnar sin sjögurka.

## Fortplantning
Den leker under vår till tidig sommar. Äggen läggs i en slemklump som är pelagisk, liksom larverna under sitt första levnadsår. De pelagiska larverna känns igen på en lång tråd framför ryggfenan.

## Utbredning
Den förekommer från Iberiska halvöns atlantkust, runt Brittiska öarna, i Nordsjön upp till Norges sydkust samt västerut till Islands sydkust. Den går in i Skagerack, men finns inte i Sverige